# Chlorotettix divergens
Chlorotettix divergens är en insektsart som beskrevs av Sanders och Delong 1922. Chlorotettix divergens ingår i släktet Chlorotettix och familjen dvärgstritar. Inga underarter finns listade i Catalogue of Life.